# Bombacàcies
Les bombacàcies (Bombacaceae) foren una família de plantes amb flors, avui és només un sinònim de les malvàcies. El gènere Bombax originà el nom a la família.
La circumscripció en sentit tradicional de la família Bombacaceae incloïa uns 30 gèneres i unes 250 espècies d'arbres tropicals, anomenats arbres ampolla, per exemple Ceiba pentandra fa 70 m d'alt. Alguns gèneres produeixen fruits comestibles com el Durio zibethinus o fibres útils, per exemple la balsa Ochroma lagopus. El Baobab pertany a aquesta família.

## Gèneres
- Adansonia L.
- Aguiaria Ducke
- Bernoullia Oliv.
- Bombax L.
- Catostemma Benth.
- Cavanillesia Ruiz & Pav.
- Ceiba Mill.
- Chiranthodendron Larreat. (segons Kubitzki dins la subf. Bombacoideae[2] and considered more closely related to Fremontodendron by Baum et al. 2004[3])
- Eriotheca Schott & Endl.
- Fremontodendron Coville (segons Heywood et al.)
- Gyranthera Pittier
- Huberodendron Ducke
- Matisia Bonpl.
- Neobuchia Urb.
- Ochroma Sw.
- Pachira Aubl.
- Patinoa Cuatrec.
- Pentaplaris L.O.Williams & Standl. (segons Kubitzki dins la subf. Bombacoideae, però incertae sedis[2])
- Phragmotheca Cuatrec.
- Pseudobombax Dugand
- Quararibea Aubl.
- Scleronema Benth.
- Septotheca Ulbr.
- Spirotheca Ulbr. (segons Heywood et al.)

Gèneres de la tribu Durioneae exclosos de Bombacaceae després de Heywood et al. 2007 i s'haurien d'incloure a Durionaceae
- Boschia Korth.
- Coelostegia Benth.
- Cullenia Wight
- Durio Adans.
- Kostermansia Soegeng
- Neesia Blume

s'hauria d'incloure dins Malvaceae segons Heywood et al. 2007
- Camptostemon Mast.

Gèneres considerats sinònims per Kubitzki 2003
- Bombacopsis Pittier = Pachira Aubl.
- Chorisia Kunth = Ceiba Mill.
- Rhodognaphalon (Ulbr.) Roberty = Pachira Aubl.

Gènere no tractat per Kubitzki
- Lahia Hassk., sinònim de Durio, segons Mabberley[4]